# Lythrum virgultosum
Lythrum virgultosum là một loài thực vật có hoa trong họ Lythraceae. Loài này được (DC.) Griseb. mô tả khoa học đầu tiên năm 1866.